# Sega Rally

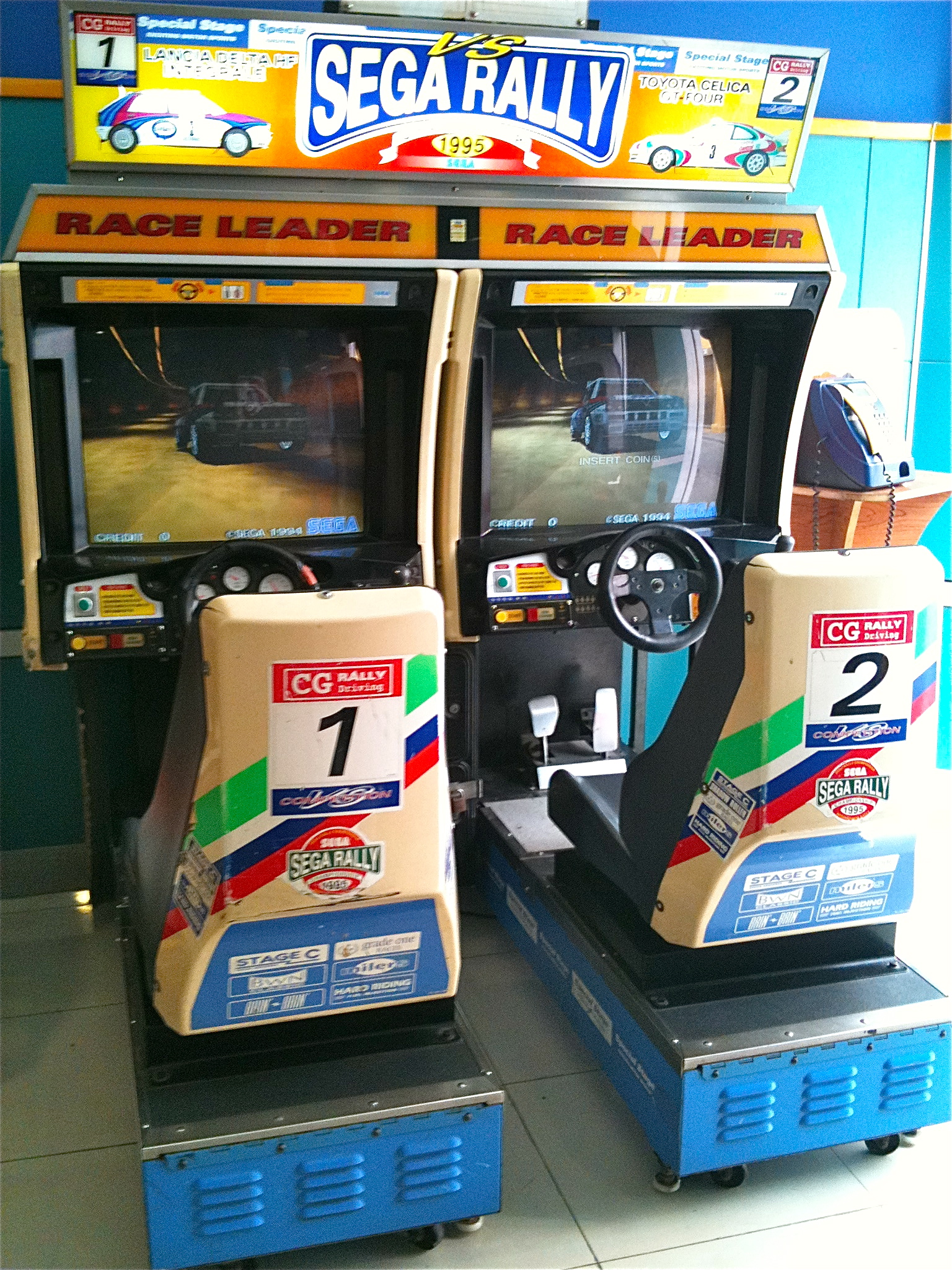
Máquina Sega Rally Championship

Sega Rally é uma série de jogos de corrida publicados pela Sega e desenvolvidos por vários estúdios, incluindo Sega AM3, Sega e Sega Racing Studio.o primeiro título Sega Rally Championship de 1994 inicialmente foi exclusivo do arcade os jogos consistem em corridas de rally no asfalto,terra,neve e deserto.

## Jogos
Houve cinco jogos lançados da série Sega Rally. Dois jogos foram desenvolvidos pela Sega AM3, um foi desenvolvido pela Sega, e dois foram desenvolvidos pelo Sega Racing Studio. O jogo original foi desenhado por Tetsuya Mizuguchi.
Sega Rally Championship foi lançado no sistema model 2 placa de arcade da SEGA e tornou-se muito popular nas salas de jogos, de modo que a SEGA levou-o ao seu próprio videogame da época, o Sega Saturn. Esta port era de excelente qualidade e parecia muito melhor do que os jogos de corrida do PlayStation da época. Ele funcionou em 30 quadros por segundo (25 quadros na Europa devido ao sistema PAL) e parecia muito com o arcade original.As exceções são janelas não transparentes, uma vez que o Saturn da SEGA não conseguiu gerar transparências em gráficos 3D, bem como a distância de estiramento, que foi menor do que no jogo arcade. Além disso, a resolução da tela teve que ser reduzida,e os modelos 3D foram reduzidos.Um port para PC baseada na versão Saturn surgiu cerca de um ano depois.Parecia exatamente com a versão do Saturn até o SEGA lançar um patch para o processador Microsoft DirectX 5.Este patch modernizou os gráficos em grande medida.No entanto,fez a versão do PC parecer muito menos relacionada ao jogo de arcade,pois usava um filtro de textura de suavização e texturas mais brilhantes.A maior diferença entre o original e suas versões domésticas é a opção de aumentar o número de voltas para três voltas em cada uma das quatro circuitos.Os jogadores bons também podem desbloquear um carro extra o Lancia Stratos nos arcades havia apenas o Toyota Celica GT4/Lancia Delta para escolher.
Sega Rally 2 Championship foi lançado no sistema model 3 da Sega placa de arcade de alta definição e sucessora da model 2 um port foi lançado para o Sega Dreamcast e pertenceu aos primeiros jogos do sistema no lançamento japonês do aparelho em novembro de 1998.No entanto, a versão Dreamcast sofria de uma taxa de quadros instável e não foi tão bem sucedida quanto sua antecessora a versão do arcade apresentou apenas quatro circuitos,enquanto o port tinha entre um e três circuitos para cada um dos cinco ambientes implementados,todos envolvidos no chamado campeonato de 10 anos novamente,uma port de PC surgiu a versão do PC apresentou muitas opções de melhoria para os carros, incluindo a escolha de pneus e a suspensão, que não foi encontrada nas arcades.
Sega Rally 3 foi lançado em 2008 dessa vez foi uma versão comprimida do Sega Rally Revo para Xbox 360, PS3, PSP e PC desta vez o port foi ao contrário indo dos consoles para o arcade Sega Rally 3 foi lançado como Sega Rally Online Arcade para Xbox 360 e PS3 em 2011.

## Titulos Lançados
| Title                                   | Year       | Arcade | PC  | PS3 | X360 | PSP | PS2 | DC  | SAT | N-Gage | GBA |
| --------------------------------------- | ---------- | ------ | --- | --- | ---- | --- | --- | --- | --- | ------ | --- |
| Sega Rally Championship                 | 1994/1995a | Sim    | Sim | Não | Não  | Não | b   | Não | Sim | Sim    | Sim |
| Sega Rally 2                            | 1998/1999  | Sim    | Sim | Não | Não  | Não | Não | Sim | Não | Não    | Não |
| Sega Rally 2006b                        | 2006       | Não    | Não | Não | Não  | Não | b   | Não | Não | Não    | Não |
| Sega Rally Revo                         | 2007       | Não    | Sim | Sim | Sim  | Sim | Não | Não | Não | Não    | Não |
| Sega Rally 3 / Sega Rally Online Arcade | 2008/2011c | Sim    | Não | Sim | Sim  | Não | Não | Não | Não | Não    | Não |

↑a  O primeiro ano para arcade,o segundo para console doméstico e PC 

↑b  Lançado apenas no japão/coréia do sul 

↑c  Não foi lançado no japão